# Johanna Brenner
Johanna Brenner (...) è una filosofa statunitense, femminista e sociologa che ha scritto su temi legati ad un'ottica socialista femminista.

## Biografia e contributo filosofico
Johanna Brenner si è laureata presso il Reed College nel 1964 prima, per poi conseguire la laurea magistrale e il dottorato presso l'Università della California. Nel corso degli anni Settanta lavora quattro anni come tecnica dedicata all'installazione di telefoni. Nel 1981 inizia ad insegnare presso il dipartimento di sociologia dell'Università di Portland, dove ha gestito fra il 1982 ed il 2005 il programma di studio sulle donne. Attualmente è professor emerita presso l'Università di Portland.
Brenner ha collaborato con la New Left Review, la Monthly Review ed altre riviste. Nel 1993 ha collaborato con Catherine Sameh e Kathryn Tetrick per aprire il In Other Words Women's Books and Resources.

## Opere principali
- Johanna Brenner, Women and the politics of class, New York, Monthly Review Press, 2000, ISBN 978-81-87879-60-2.
- Johanna Brenner, Barbara Laslett e Yasmin Arat (a cura di), Rethinking the political: women, resistance, and the state, Chicago, University of Chicago Press, 1995, ISBN 978-0-226-07399-6.